# Mahaleo
Mahaleo es una película del año 2005 coproducción de Madagascar y Francia dirigida por Cesar Paes y Raymond Rajaonarivelo sobre guion de Raymond Rajaonarivelo, Cesar Paes y Marie-Clémence Paes .

## Sinopsis
Las canciones del grupo Mahaleo fueron el germen del levantamiento de 1972 que provocó la caída del régimen neocolonial en Madagascar. Hoy siguen meciendo la vida de los malgaches. En malgache, “Mahaleo” significa libre, independiente, autónomo. Los siete músicos que conforman el grupo siempre han rehusado entrar en el “show-business” a pesar de treinta años de éxito y han preferido comprometerse con el desarrollo del país. Los precursores del blues malgache son médicos, cirujanos, agricultores, sociólogos o congresistas... Guiada por la fuerza y la emoción que despiertan sus canciones, la película retrata al Madagascar actual.

## Premios
- Festival international du Film Insulaire Groix, France 2005
- Festival Regards sur le Cinéma du sud, Rouen 2006